# Agatha Christie’s Poirot
Agatha Christie’s Poirot ist eine britische Krimi-Fernsehserie. In der Hauptrolle als Agatha Christies Detektiv Hercule Poirot agierte von 1989 bis zum Serienende 2013 David Suchet.

## Allgemeines

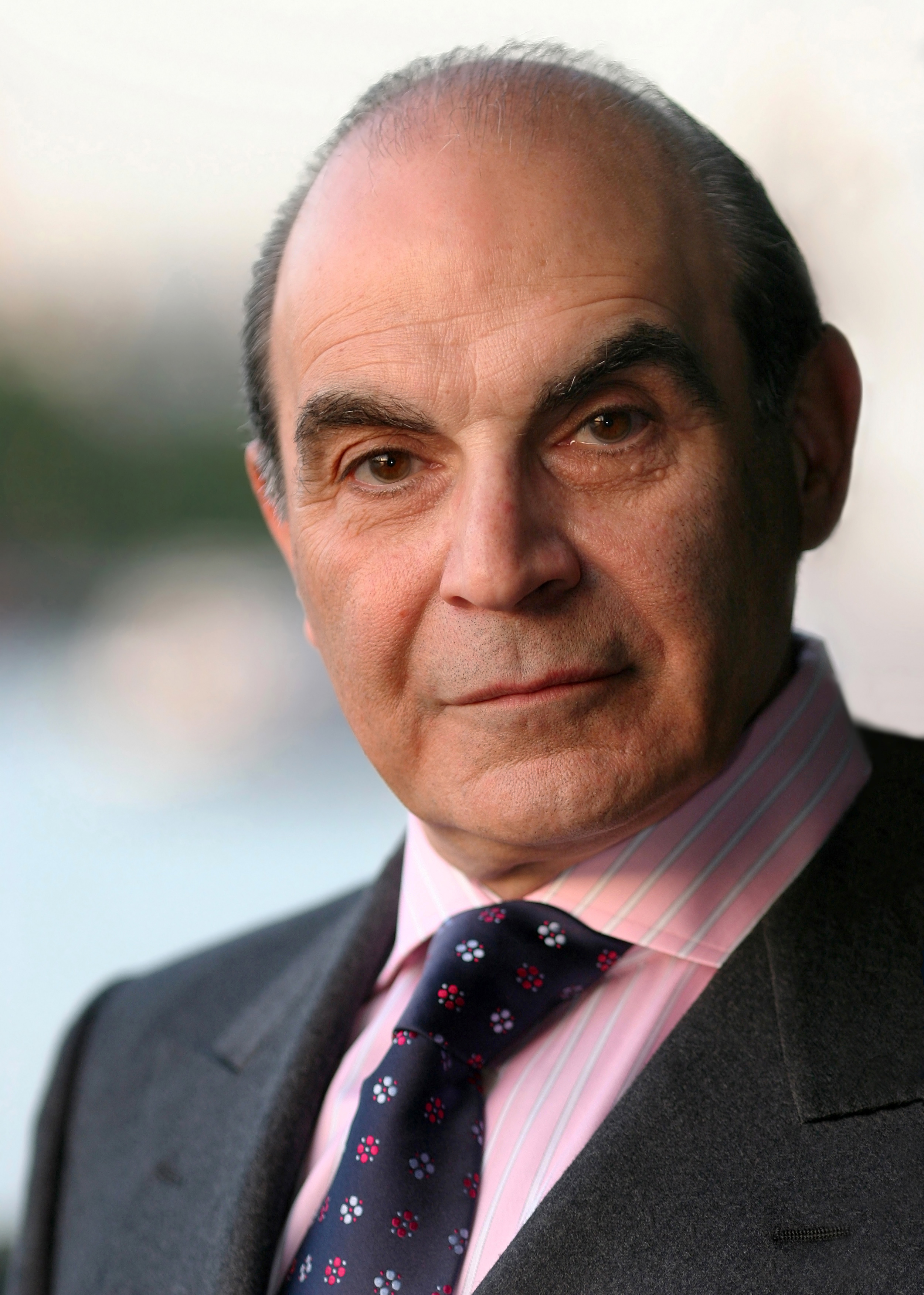
David Suchet spielte Hercule Poirot

Ursprünglich von London Weekend Television (LWT) produziert, wurde die Serie ab den 2000er-Jahren von Granada Television hergestellt, die 1994 LWT übernommen hatten.
Agatha Christie’s Poirot begann 1989 als Fernsehserie in Ausstrahlung auf dem Britischen Fernsehsender ITV1. Zunächst bestand die Serie hauptsächlich aus 50-minütigen Episoden, für die meist Poirot-Kurzgeschichten umgearbeitet wurden. Die 2. Staffel enthielt zum Auftakt mit Das Haus auf der Klippe (basierend auf Das Haus an der Düne) eine 100-minütige Doppelfolge. Als erstes echtes Special wurde zwischen der 2. und 3. Staffel mit Eine Familie steht unter Verdacht (basierend auf Das fehlende Glied in der Kette) der Rückblick auf Poirots ersten Fall in England während seines durch den Ausbruch des Ersten Weltkriegs notwendig gewordenen Exils gezeigt. Die 4. Staffel bestand ausschließlich aus drei 100-minütigen Doppelfolgen; ab der 6. Staffel (1995) wurden nur noch 100-minütige Filme produziert.
Ab der 7. Staffel (Dreh: 1999, Ausstrahlung: 2000) wurde die Serie deutlich im Aufbau verändert. Die wiederkehrenden Charaktere Captain Hastings, Chief Inspector Japp und Miss Lemon wurden in die Adaptionen hineingeschrieben, obwohl diese in den Buchvorlagen nicht vorkommen. Ab der 9. Staffel macht sich vor allem das stark veränderte Produktionsdesign und der Wegfall der drei wiederkehrenden Charaktere Captain Hastings, Chief Inspector Japp und Miss Lemon bemerkbar, die größtenteils auch nicht in den Buchvorlagen vorkommen. Die Buchvorlagen zeichnen einen älter werdenden, düsteren Poirot-Charakter; dies wurde auch für die Drehbücher und die Atmosphäre ab der 9. Staffel berücksichtigt.
David Suchet erklärte sich bereit, für alle noch unverfilmten Poirot-Episoden zur Verfügung zu stehen. Anfang November 2011 wurde von ITV schließlich bestätigt, dass eine dreizehnte Staffel 2012 in Produktion gehen und mit den fünf noch ausstehenden Poirot-Erzählungen die Serie abschließen werde. Mit Elephants Can Remember (basierend auf Elefanten vergessen nicht) startete die 13. und letzte Staffel der Serie am 9. Juni 2013 im britischen Fernsehen und endete am 13. November desselben Jahres mit der 70. und letzten Folge der Serie, Curtain: Poirot’s Last Case (basierend auf Vorhang).

## Setdesign und Jahre

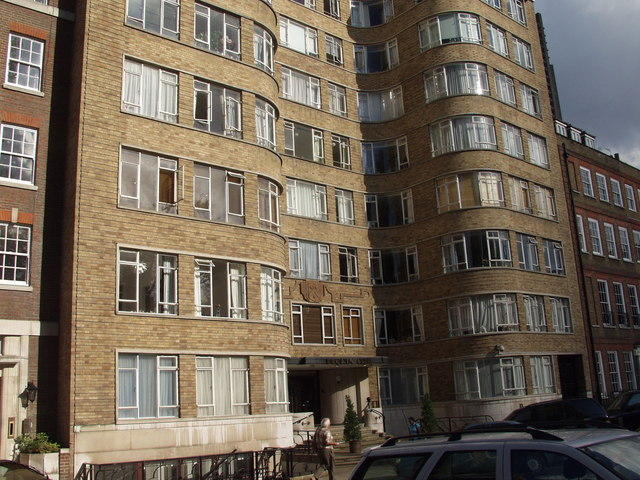
Das Gebäude am Charterhouse Square dient als Drehort für Poirots Londoner Wohnhaus

Im Gegensatz zu den Romanen und Kurzgeschichten von Agatha Christie, die zwischen 1920 und 1975 erschienen und zwischen 1916 und 1972 spielen, wurde die Serie vollständig rund um das Jahr 1936 angesiedelt. (Mit Ausnahme des Specials Eine Familie steht unter Verdacht, das auch in der Serie im Jahr 1917 spielt, der Folge Die Pralinenschachtel, welche überwiegend vor dem Ersten Weltkrieg spielt und einzelner Rückblick-Szenen.) Die Serie ist daher durchgehend mit einem sehr markant in Szene gesetzten 1930er-Jahre Setdesign (Architektur und Innenarchitektur) und zeitgeschichtlichen Elementen, wie echten historischen Zeitungsartikeln und Filmaufnahmen ausgestattet. Das sorgfältig entwickelte Kostümdesign wurde mehrfach mit Preisen ausgezeichnet.
Nachdem sich Poirot zu Beginn der Folge The Murder of Roger Ackroyd (Alibi, Ep. 7/1) eigentlich schon aus den aktiven Ermittlungen auf das Land zurückgezogen hatte, besucht er im Laufe des Films sein ehemaliges Büro in London im Whitehaven-Mansions-Apartmenthaus, das ihm immer noch gehört. Ab der nächsten Folge Lord Edgware dies (Dreizehn bei Tisch, Ep. 7/2) nimmt er von hier wieder Ermittlungstätigkeiten mit Miss Lemon und Captain Hastings auf.

## Preise und Auszeichnungen
Im Jahr 1990 erhielt die 1. Staffel der Serie in vier Kategorien den British Academy Television Award der British Academy of Film and Television Arts (BAFTA). Ausgezeichnet wurden Musik, Make-up, Kostüm und Vorspann.

## Ausstrahlung im deutschsprachigen Fernsehen
Die ersten zehn Episoden hatten ab 27. März 1990 im DFF ihre deutsche Erstausstrahlung; im Abspann wird hier noch der Vorgänger Fernsehen der DDR als Auftraggeber der Synchronfassung genannt. Die Dritten Programme der ARD und der damals neue Sender VOX sendeten weitere Episoden. 2005 sendeten das NDR Fernsehen und einige weitere Dritten Programme drei Episoden der Staffel 9. Ab dem 27. Dezember 2017 sendet One die bisher nicht ausgestrahlten Episoden und alle anderen in HD und Zweikanalton, wo sie seitdem regelmäßig wiederholt werden. Seit dem 11. Juli 2019 sendet ORF III alle Folgen.

## Synchronisation
| Folgenbereich              | Hercule Poirot (David Suchet) | Arthur Hastings (Hugh Fraser) | James Japp (Philip Jackson) | Felicity Lemon (Pauline Moran) | Ariadne Oliver (Zoë Wanamaker) | Butler George (David Yelland) | Synchronfirma                         |
| -------------------------- | ----------------------------- | ----------------------------- | --------------------------- | ------------------------------ | ------------------------------ | ----------------------------- | ------------------------------------- |
| Staffel 1                  | Helmut Schellhardt            | Joachim Siebenschuh           | Gerhard Paul                | Birgit Frohriep                | kein Auftritt                  | kein Auftritt                 | Synchronstudio des Fernsehens der DDR |
| Staffeln 2–4               | Klaus Höhne                   | Fritz von Hardenberg          | Joachim Höppner             | Elisabeth Endriss              | kein Auftritt                  | kein Auftritt                 | Lingua Film GmbH, München             |
| Folgen 9.01, 9.03 & 9.04   | Uli Krohm                     | kein Auftritt                 | kein Auftritt               | kein Auftritt                  | kein Auftritt                  | kein Auftritt                 | Studio Hamburg Synchron GmbH          |
| Staffeln 5–13 (inkl. 9.02) | Ulrich Frank                  | Frank Röth                    | Klaus Guth                  | Sonja Reichelt                 | Marion Hartmann                | Thomas Rauscher               | Scalamedia GmbH, München              |

## Deutschsprachige DVD-Veröffentlichungen
| Veröffentlichung                                             | Erscheinungsdatum  | Inhalt                                                                                           |
| ------------------------------------------------------------ | ------------------ | ------------------------------------------------------------------------------------------------ |
| Agatha Christie’s Poirot – Collection 1. 3-DVD-Set           | 26. Mai 2006       | 10 Episoden der 3. Staffel                                                                       |
| Agatha Christie: Poirot – Eine Familie steht unter Verdacht. | 29. September 2006 | Pilotfilm der 3. Staffel                                                                         |
| Agatha Christie’s Poirot – Collection 2. 3-DVD-Set           | 27. Oktober 2006   | Die komplette 2. Staffel                                                                         |
| Agatha Christie’s Poirot – Collection 3. 3-DVD-Set           | 24. August 2007    | Die komplette 4. Staffel                                                                         |
| Agatha Christie’s Poirot – Collection 4. 3-DVD-Set           | 27. Juni 2008      | Die komplette 1. Staffel                                                                         |
| Agatha Christie’s Poirot – Collection 5. 4-DVD-Set           | 24. Oktober 2008   | Folgen 9.01, 9.03 und 9.04; Folge 9.02 OmU, da diese noch nicht synchronisiert war               |
| Agatha Christie’s Poirot – Collection 6. 3-DVD-Set           | 25. September 2009 | Die komplette 5. Staffel                                                                         |
| Agatha Christie’s Poirot – Collection 7. 4-DVD-Set           | 26. November 2010  | Die komplette 6. Staffel                                                                         |
| Agatha Christie’s Poirot – Collection 8. 4-DVD-Set           | 30. September 2011 | Die komplette 7. & 8. Staffel                                                                    |
| Agatha Christie’s Poirot – Collection 9. 4-DVD-Set           | 28. September 2012 | Die komplette 10. Staffel                                                                        |
| Agatha Christie’s Poirot – Morphium.                         | 23. März 2013      | Folge 9.02                                                                                       |
| Agatha Christie’s Poirot – Collection 10. 4-DVD-Set          | 27. September 2013 | Die komplette 11. Staffel                                                                        |
| Agatha Christie’s Poirot – Collection 11. 4-DVD-Set          | 28. März 2014      | Die komplette 12. Staffel                                                                        |
| Agatha Christie’s Poirot – Collection 12. 5-DVD-Set          | 26. September 2014 | Die komplette 13. Staffel                                                                        |
| Agatha Christie’s Poirot – Mord im Orient-Express.           | 29. September 2017 | Einzelausgabe anlässlich der Veröffentlichung der Neuverfilmung, auch in Collection 11 vorhanden |
| Agatha Christie’s Poirot – Collector's Box. 45-DVD-Set       | 30. November 2018  | Die komplette Serie (alle 13 Staffeln)                                                           |

Alle DVDs bzw. DVD-Boxen erschienen bei Polyband & Toppic Video/WVG.

## Auszeichnungen
| Preis                           | Jahr | Kategorie                                                             | Person                                                                                      | Resultat  |
| ------------------------------- | ---- | --------------------------------------------------------------------- | ------------------------------------------------------------------------------------------- | --------- |
| BAFTA TV Awards                 | 1990 | Best Make Up                                                          | Hilary Martin, Christine Cant, Roseann Samuel                                               | Gewonnen  |
| BAFTA TV Awards                 | 1990 | Best Costume Design                                                   | Linda Mattock                                                                               | Gewonnen  |
| BAFTA TV Awards                 | 1990 | Best Graphics                                                         | Pat Gavin                                                                                   | Gewonnen  |
| BAFTA TV Awards                 | 1990 | Best Original Television Music                                        | Christopher Gunning                                                                         | Gewonnen  |
| BAFTA TV Awards                 | 1990 | Best Design                                                           | Rob Harris                                                                                  | Nominiert |
| BAFTA TV Awards                 | 1990 | Best Costume Design                                                   | Susi Thompson                                                                               | Nominiert |
| BAFTA TV Awards                 | 1991 | Best Drama Series/Serial                                              | Brian Eastman                                                                               | Nominiert |
| BAFTA TV Awards                 | 1991 | Best Actor                                                            | David Suchet                                                                                | Nominiert |
| BAFTA TV Awards                 | 1991 | Best Costume Design                                                   | Linda Mattock, Sharon Lewis                                                                 | Nominiert |
| BAFTA TV Awards                 | 1991 | Best Film Sound                                                       | Ken Weston, Rupert Scrivener                                                                | Nominiert |
| Royal Television Society Awards | 1991 | Best Tape or Film Editing - Drama                                     | Derek Bain                                                                                  | Nominiert |
| BAFTA TV Awards                 | 1992 | Best Drama Series                                                     | Brian Eastman                                                                               | Nominiert |
| BAFTA TV Awards                 | 1992 | Best Make Up                                                          | Janis Gould                                                                                 | Nominiert |
| BAFTA TV Awards                 | 1992 | Best Costume Design                                                   | Robin Fraser-Paye                                                                           | Nominiert |
| BAFTA TV Awards                 | 1992 | Best Costume Design                                                   | Elizabeth Waller                                                                            | Nominiert |
| Satellite Awards                | 2010 | Best Actor in a Miniseries or a Motion Picture Made for Television    | David Suchet                                                                                | Nominiert |
| PGA Awards                      | 2011 | Outstanding Producer of Long-Form Television                          |                                                                                             | Nominiert |
| Satellite Awards                | 2014 | Best Actor in a Miniseries or a Motion Picture Made for Television    | David Suchet                                                                                | Nominiert |
| OFTA Television Award           | 2014 | Television Programs - Hall of Fame                                    |                                                                                             | Gewonnen  |
| OFTA Television Award           | 2015 | Best Actor in a Motion Picture or Miniseries                          | David Suchet                                                                                | Gewonnen  |
| OFTA Television Award           | 2015 | Best Motion Picture (Poirot's Last Case)                              |                                                                                             | Nominiert |
| OFTA Television Award           | 2015 | Best Direction of a Motion Picture or Miniseries (Poirot's Last Case) |                                                                                             | Nominiert |
| Emmy Primetime Awards           | 2015 | Outstanding Television Movie (Poirot's Last Case)                     | Michele Buck, Damien Timmer, Hilary Strong, Mathew Prichard, Karen Thrussell, David Boulter | Nominiert |